# Frankie Andreu
Frankie Andreu (Dearborn, Michigan, 26 de setembre del 1966) va ser un ciclista estatunidenc que fou professional del 1989 fins al 2000. La seva família procedeix de Cuba amb participació d'emigrants catalans del segle xix. Un cop retirat ha dirigit diferents equips ciclistes.
Va ser amic i company de Lance Armstrong on va coincidir-hi en els equips de Motorola, Cofidis i US Postal; i el va ajudar els seus dos primers Tours de França. Va participar també dos cops als Jocs Olímpics l'any 1988 i 1996 destacant el quart lloc en la prova en ruta a Atlanta
El 2012, va ser un dels 11 ex companys d'Armstrong al US Postal que van testificar davant la USADA en el cas contra el ciclista texà.

## Palmarès
- 1990
  - Vencedor de 2 etapes a l'International Cycling Classic
- 1994
  - Vencedor d'una etapa a la Volta a Polònia
  - 1r a la West Virginia Classic i vencedor de 2 etapes
- 1995
  - Vencedor d'una etapa a la West Virginia Classic
- 1997
  - Vencedor d'una etapa a la Mi-août bretonne
- 1998
  - 1r a la Lancaster Classic
  - Vencedor d'una etapa a la Volta a Luxemburg

### Resultats al Tour de França
- 1992. 110è de la classificació general.
- 1993. 89è de la classificació general.
- 1994. 89è de la classificació general.
- 1995. 82è de la classificació general.
- 1996. 111è de la classificació general.
- 1997. 79è de la classificació general.
- 1998. 58è de la classificació general.
- 1998. 65è de la classificació general.
- 2000. 110è de la classificació general.

### Resultats a la Volta a Espanya
- 1995. Abandona
- 1997. Abandona
- 1999. 88è de la classificació general

### Resultats al Giro d'Itàlia
- 1990. 136è de la classificació general